# Geeloogdrongovliegenvanger
De geeloogdrongovliegenvanger (Melaenornis ardesiacus) is een zangvogel uit de familie Muscicapidae (vliegenvangers).

## Verspreiding en leefgebied
Deze soort komt voor in de bergen van oostelijk Congo-Kinshasa tot Rwanda, Burundi en zuidwestelijk Oeganda.